# Micrixalus saxicola
Micrixalus saxicola är en groddjursart som först beskrevs av Jerdon 1854.  Micrixalus saxicola ingår i släktet Micrixalus och familjen Micrixalidae. IUCN kategoriserar arten globalt som sårbar. Inga underarter finns listade i Catalogue of Life.